# Boiodurum
Boiodurum (avui Innstadt) va ser una població del Nòric o província Nòrica, a l'altre costat de Batava Castra, al lloc on el riu Inn (Aenus) desaigua al Danubi. Pel seu nom se suposa que era una ciutat dels bois.